# 2560 Сіґма
2560 Сіґма (2560 Siegma) — астероїд головного поясу, відкритий 14 лютого 1932 року.
Тіссеранів параметр щодо Юпітера — 3,338.